# Yoldiella subcircularis
Yoldiella subcircularis is een tweekleppigensoort uit de familie van de Yoldiidae. De wetenschappelijke naam van de soort is voor het eerst geldig gepubliceerd in 1960 door Odhner.